# 福光華山温泉
ふくみつ華山温泉（ふくみつはなやまおんせん）は、富山県南砺市川西にある温泉旅館。単に華山温泉とも呼ばれる。

## 泉質
源泉は現在2号井と3号井で運営されている。2号井は地下1,008m、3号井は地下1,310mから汲み上げている。2号井はふくみつ華山温泉、越中井波町屋旅館古風里庵、3号井はコマツ福光荘がそれぞれ使用している。
- 泉質 - ナトリウム - 塩化物泉（2号井）、ナトリウム - 塩化物・硫酸温泉（3号井）[1]（源泉掛け流し）
- 泉温 - 43℃（2号井）、29.5℃（3号井）[1]（開湯当時は51℃[2]）
- 湧出量 - 88.3L/分（2号井）、33.8L/分（3号井）※いずれも動力揚水[1]
- pH - 7.77（2号井）、8.53（3号井）[1]
- 溶存物質 - 4,337mg/kg（2号井）、1,693mg/kg（3号井）
- 効能 - 神経痛、筋肉痛、関節痛、五十肩、運動麻痺、関節のこわばり、うちみ、くじき、慢性消化器病、胃腸病、痔疾、冷え性、切り傷、火傷、慢性皮膚病、虚弱児童、慢性婦人病、リウマチ、病後回復期、疲労回復、健康増進に効能がある（いずれも効能はその効果を万人に保証するものではない）[3][2]。

## 温泉街
南砺市の福光市街地の北西に位置する桑山の南麓、国道304号沿いに1軒宿の『ふくみつ華山温泉』が存在する。
旅館では、砺波平野の散居村や高清水山地を一望できる露天風呂や、地元富山の食材を中心とした懐石料理を売りにしている。

## 歴史
- 1981年（昭和56年）10月 - ボーリングによる試掘に成功。深度1,812mから51℃の食塩泉が湧出した[2]。
- 1982年（昭和57年） - 源泉の湯権を譲り受けて、開湯[2]。当時の温泉宿は2階建てで防火対策の基準に達していなかったことから、中古の消防車を購入、当時のメディアから「消防車のある宿」として注目された[2]。
- 1986年（昭和61年）1月 - 鉄筋6階建ての新館がオープン。最上階には別府温泉、指宿温泉の砂風呂をモデルとした砂風呂が設けられた[2]。
- 2015年（平成27年）3月 - 大規模リニューアル[3]。同年中に日帰り（立ち寄り）入浴を終了した。
- 2016年（平成28年）6月30日 - 北陸3県で唯一存続していた砂風呂の営業を終了した[注釈 2]。
- 2018年（平成30年） - 楽天トラベルにおける「2018年上半期人気温泉旅館ランキング」で2位に選ばれた[4]。

## アクセス
- 宿泊者限定で、JR城端線福光駅と金沢駅から無料送迎バスが出ている。

### 公共交通
- 西日本JRバス名金線で「華山温泉前」下車。便数は1日4往復。
なお、西日本ジェイアールバス名金線は、2022年4月1日から森本駅と郊外を結ぶ路線で暫定的に減便され、7月1日に区間廃止と追加減便が行われ、中尾、名金、医王山の3路線は統合されて終点が不動寺または深谷元湯の両バス停までとなる予定である[5]。
- 福光駅より南砺市営バス（なんバス）土山線で「華山温泉前」下車。便数は1日5.5往復で、土休運休。
- 2016年9月までは加越能バス砺波-金沢線により、金沢駅方面もしくは砺波駅方面からのアクセスも可能だった[6]。

### 高速道路
- 東海北陸自動車道福光IC・南砺SIC、北陸自動車道小矢部ICからいずれも車で約10分。